# 陳瑾 (崇禎進士)
陳瑾（？—？），字公瑜，号碧峯，湖廣黄州府黄冈县籍麻城县人。晚明進士，清朝初年官員。

## 生平
明崇禎三年（1630年）庚午科湖廣鄉試第十五名舉人，七年（1634年）甲戌科會試第六十名，廷試三甲一百十一名進士。兵部觀政，八年授行人司行人，十二年升禮部验封司主事，十月調考功司，十三年調文选司，十四年升验封司员外郎，给假终养。
清順治十四年（1657年）正月接替孔自洙擔任福建提學道佥事。